# Helena Vondráčková
Helena Vondráčková, née le 24 juin 1947 à Prague, est une chanteuse tchèque.
Entre 1968 et 1971, elle a fait partie du groupe Golden Kids, avec Marta Kubišová et Václav Neckář.
Elle rencontre un très grand succès dans les années 1960, 1970 et 1980 en Tchécoslovaquie mais aussi en Pologne, grâce à une voix extraordinaire. Dans les années 1980, elle se fait connaître au Canada. Elle connaîtra un fulgurant retour avec l'album Vodopád en 2000 contenant nombre de chansons très modernes. Un des tubes de l'année 2000 sera justement le premier extrait de cet album, « Dlouhá noc », composée par Michal David. Suivront d'autres albums à succès. Elle est aujourd'hui encore l'une des plus grandes chanteuses tchèques.
Helena Vondráčková est l'invitée d'honneur des Chœurs de l'Armée rouge MVD lors de la tournée en République tchèque et Slovaquie de novembre 2013.

## Discographie
- Růže kvetou dál (1969)
- Ostrov Heleny Vondráčkové (1970)
- Helena! Helena! Helena! (1972)
- Isle Of Helena (1972)
- Helena a Strýci (1974)
- Film Melodies (1975)
- S písní vstříc ti běžím (1977)
- Paprsky (1978), Múzy (1980)
- Music (1980)
- Helena singt Billy Joel (1981)
- Sblížení (1981)
- Zrychlený dech (1982)
- Přelety (1983)
- Ode mne k tobě (1984)
- Sprint (1985)
- I'm Your Song (1985)
- Sólo pro tvé oči (1986)
- Helena zpívá Ježka (1986)
- Skandál (1988)
- Přejdi Jordán (1990)
- Kam zmizel ten starý song (1992)
- The Broadway Album (1993)
- Vánoce s Helenou (1995)
- To je šoubyznys (1996)
- Vánoce s Helenou 2 (1996)
- Helena v Lucerně 1 a 2 (1997)
- Nevzdám se hvězdám (1998)
- Zlatá Helena(1999)
- Vodopád (2000)
- Platinová Helena (2002)
- Helena 2002 (2002)
- Hádej (2003)
- Rendez-Vous (2004)
- Zlatá kolekce (2005)
- Zastav se, ... a poslouchej (2007)
- Helena na Broadway (2013)